# خالد أباد (نطنز)
خالد أباد (بالفارسية: خالدآباد) هي مدينة تقع في إيران في مقاطعة نطنز. يقدر عدد سكانها بـ 3,308 نسمة .